# Svarthuvudbröderna
Svarthuvudbröderna (lettiska: Melngalvju brālības eller Melngalvji, estniska: Mustpeade vennaskond, tyska: Bruderschaft der Schwarzhäupter) var ett brödraskap bildat av ogifta handelsmän i Livland på 1300-talet. På brödraskapets vapen fanns en avbildning av det moriska helgonet Mauritius. Svarthuvudbrödernas gille var både ett handelssällskap och ett försvarsförbund.
Enligt legenden uppstod intressegemenskapen när en grupp utländska handelsmän gick samman och deltog i försvaret av Reval under det estniska upproret 1343. De första skriftliga uppgifterna om sammanslutningen är från 1400.
En motsvarande intressegemenskap fanns också i Riga, som var en huvudort i Livland. Svarthuvudbrödernas hus i Riga, Melngalvju nams, omnämns i skrift redan 1334. 
Som en del av sin verksamhet åtog sig Svarthuvudbröderna att sätta upp ett kavalleriförband till städernas försvar. Betydelsen av denna verksamhet minskade efter Stora nordiska kriget, då Ryska imperiet erövrade Livland. På senare tid inriktade sällskapet sin verksamhet mer och mer mot välgörenhet, olika sociala och kulturella arrangemang samt samlande av konstskatter.

## Galleri

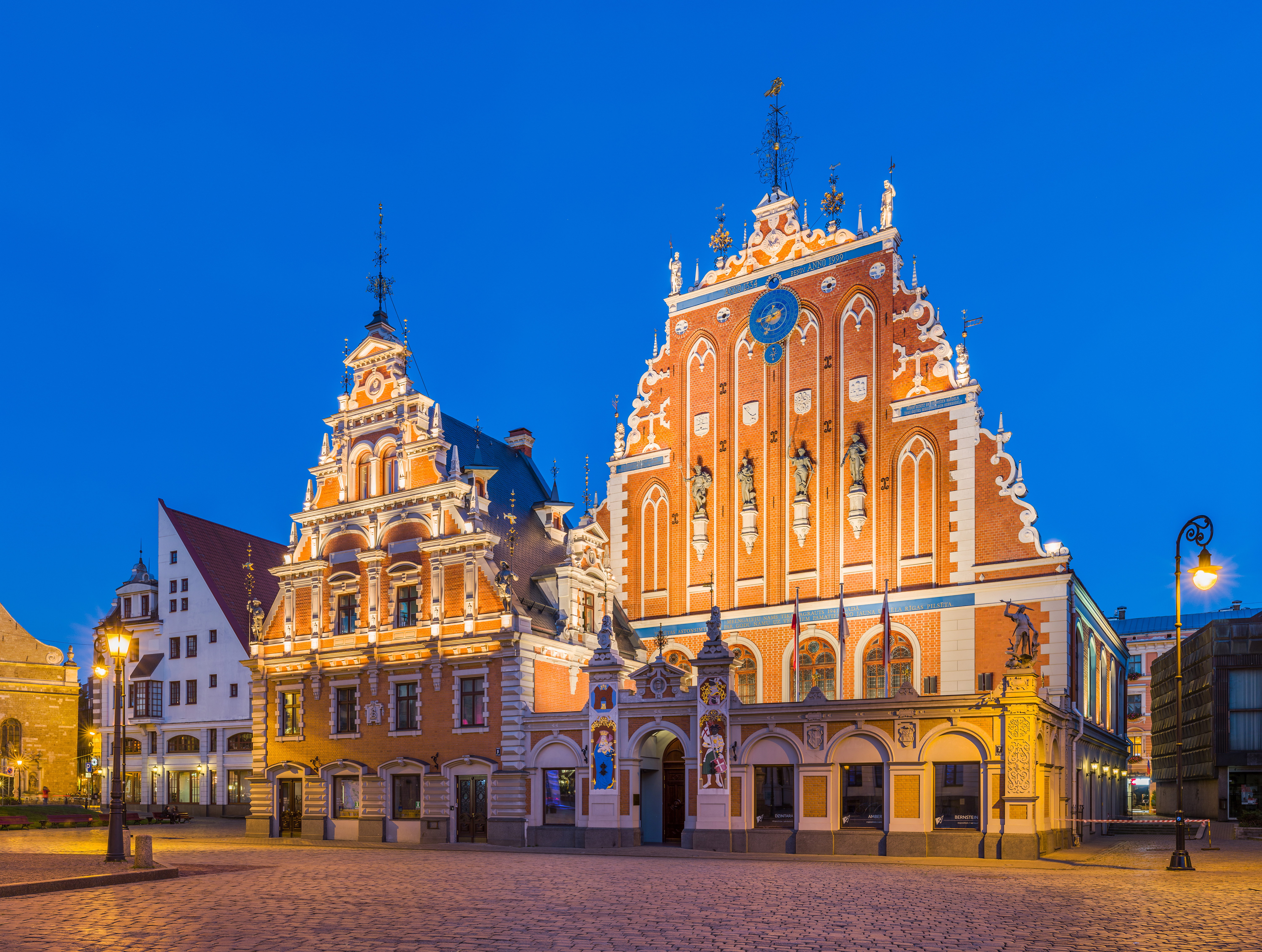
Svarthuvudbrödernas hus i Riga
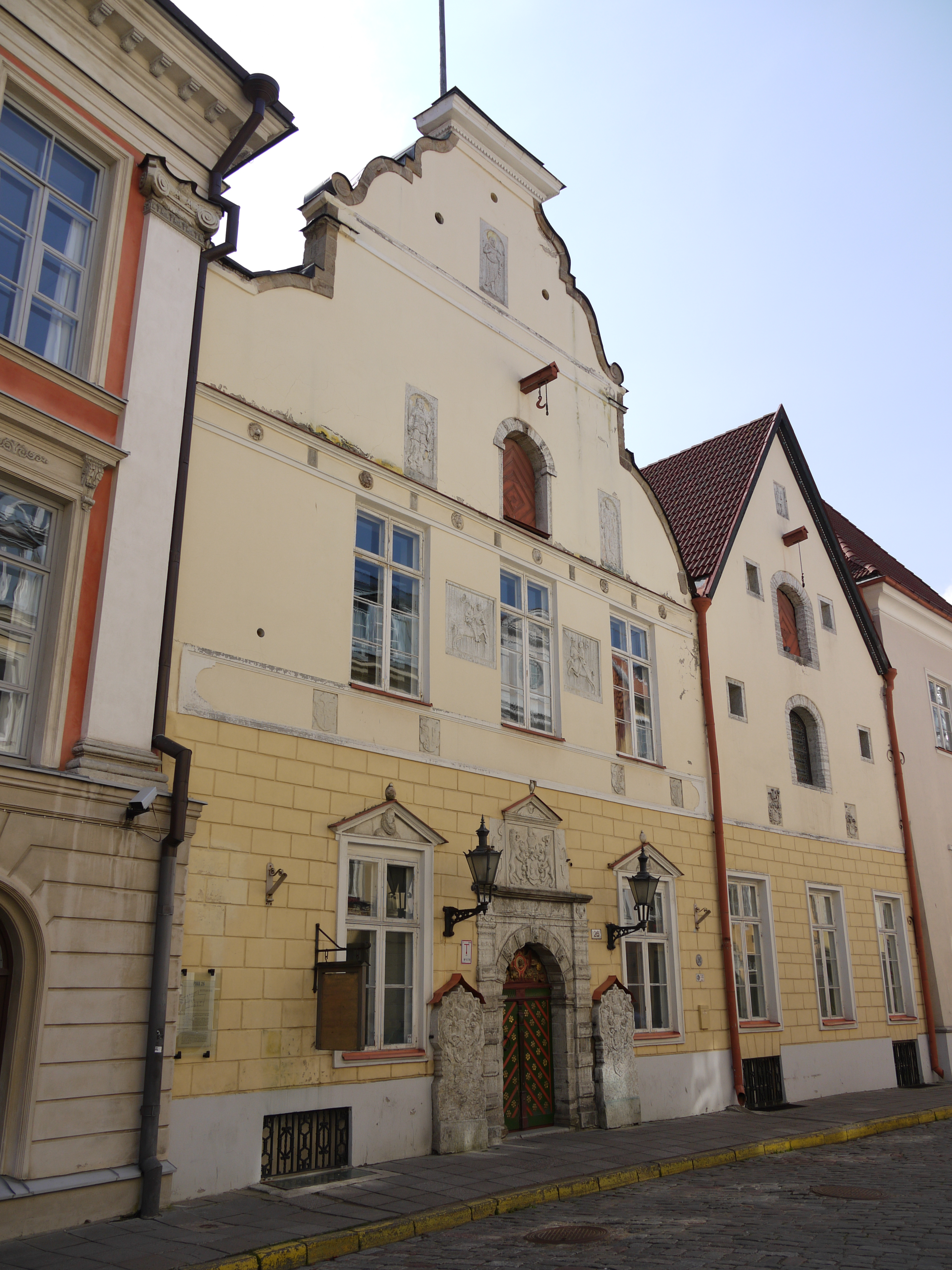
Svarthuvudbrödernas hus i Tallinn

### Webbkällor
- Mustapäiden veljeskunta: Kisällikillasta herraklubiksi ("Från gesällgille till herrklubb"), Yle Kulttuuri, 9 maj 2012. Läst 24 mars 2018.
- Mustapäät keksivät joulukuusen ("Svarthuvudbröderna uppfann julgranen"), Kansanuutiset, 24 december 2013. Läst 24 mars 2018.
- Historik på www.melngalvjunams.lv. Läst 24 mars 2018.

### Översättning
- Denna artikel är delvis baserad på artikeln  Mustapäiden veljeskunta på finskspråkiga Wikipedia.